# Aleksiej Kiriczenko
Aleksiej Iłłarionowicz Kiriczenko, ros. Алексе́й Илларио́нович Кириче́нко (ur. 12 lutego?/25 lutego 1908 w Czornobajiwce w guberni chersońskiej, zm. 28 grudnia 1975 w Moskwie) – radziecki polityk, I sekretarz Komunistycznej Partii (bolszewików) Ukrainy (KP(b)U) (1953–1957), członek Prezydium KC KPZR (1953–1960), deputowany do Rady Najwyższej ZSRR (1946–1962).

## Życiorys
Od 1930 należał do WKP(b), w 1936 ukończył Azowo-Czarnomorski Instytut Inżynierów-Mechaników Socjalistycznego Rolnictwa, później przez krótki czas był nauczycielem. Od 1938 pracował w KC KP(b)U, w 1941 został sekretarz KC KP(b)U ds. przemysłu, a od 1944 był sekretarzem ds. kadr. Podczas wojny z Niemcami był członkiem wielu rad wojennych przy froncie, w większości przypadków tam, gdzie Nikita Chruszczow. W grudniu 1942 mianowano go generałem-majorem. W latach 1945–1949 był I sekretarzem Obwodowego Komitetu KP(b)U w Odessie, 1949–1953 II, a od 12 VI 1953 do 26 XII 1957 I sekretarz KP(b)U. Równocześnie z objęciem stanowiska został członkiem Prezydium KC KPZR (do 4 V 1960). Jako sekretarz KC nadzorował KGB, m.in. akcję likwidacji Stepana Bandery. W latach 1946–1962 był deputowanym do Rady Najwyższej ZSRR. Pochowany na Cmentarzu Nowodziewiczym w Moskwie.

## Odznaczenia
- Order Lenina (czterokrotnie)
- Order Czerwonego Sztandaru (dwukrotnie)
- Order Kutuzowa II klasy
- Krzyż Komandorski Orderu Odrodzenia Polski (Polska Ludowa, 10 lipca 1945)[2]